# Antoni Pacyfik Dydycz

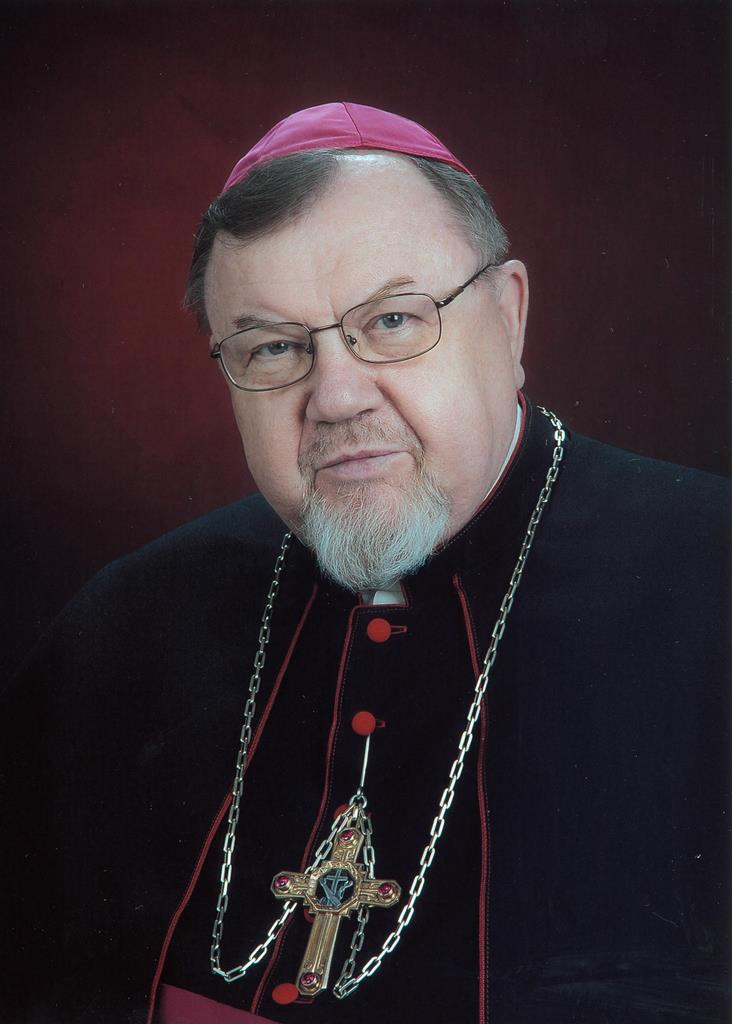
Antoni Pacyfik Dydycz OFMCap (2017)

Antoni Pacyfik Dydycz OFMCap (bürgerlich Antoni Dydycz; * 24. August 1938 in Serpelice) ist ein polnischer Ordensgeistlicher und emeritierter römisch-katholischer Bischof von Drohiczyn.

## Leben
Antoni Pacyfik Dydycz wurde in Serpelice als Sohn einer Bauernfamilie geboren und am 25. September 1938 in Konstantynów getauft. Er besuchte die Grundschule in Serpelice und anschließend bis 1954 das Bischöfliche Stanislaus-Kostka-Gymnasium in Lublin. Am 14. August 1954 trat er in Łomża der Ordensgemeinschaft der Kapuziner bei und legte am 15. August 1955 in Nowe Miasto nad Pilicą die zeitliche Profess ab und nahm den Ordensnamen Pacyfik an. Er besuchte das ordenseigene Kleine Seminar in Nowe Miasto nad Pilicą und erlangte 1957 am Jan-Kochanowski-Gymnasium in Krakau das Abitur. Von 1957 bis 1963 studierte Dydycz Philosophie und Katholische Theologie am Priesterseminar der Kapuziner in Łomża. Am 26. August 1961 legte er in Nowe Miasto nad Pilicą die ewige Profess ab. Durch den Bischof von Łomża, Czeslaw Falkowski, empfing er am 30. März 1963 die Diakonenweihe und am 29. Juni desselben Jahres in der Kapuzinerkirche Unsere Liebe Frau der Schmerzen in Łomża das Sakrament der Priesterweihe.
Dydycz war nach der Priesterweihe zunächst als Katechet an verschiedenen Schulen in Lublin tätig. Daneben studierte er von 1964 bis 1967 an der Fakultät für Christliche Philosophie der Katholischen Universität Lublin und erwarb 1970 einen Magister im Fach Soziologie. Von 1967 bis 1976 war er Guardian des Kapuzinerklosters in Biała Podlaska. In dieser Zeit wirkte er zusätzlich als Akademikerseelsorger und Katechet in Biała Podlaska. Anschließend fungierte Dydycz als Provinzial der Warschauer Ordensprovinz der Kapuziner (1976–1982) und als Präsident der Konferenz der Höheren Oberen der Franziskanerorden und -kongregationen (1978–1982), bevor er 1982 Generaldefinitor seiner Ordensgemeinschaft mit Sitz an der Generalkurie in Rom wurde. In dieser Funktion war er für die religiösen Angelegenheiten in den sozialistischen Ländern zuständig. Ferner war er als Delegat der Kapuziner für das internationale Heiligtum in Loreto tätig. Darüber hinaus nahm er 1991 an der ersten Sonderversammlung für Europa der Bischofssynode zum Thema Auf dass wir Zeugen Christi sind, der uns befreit hat teil. Am 29. März 1994 wurde er an der Fakultät für Geisteswissenschaften der Nikolaus-Kopernikus-Universität Toruń bei Stanisław Jerzy Alexandrowicz mit der Arbeit Dzieje Zakonu Braci Mniejszych Kapucynów na Litwie (od wieku XVIII do roku 1993) („Die Geschichte des Kapuzinerordens in Litauen (vom 18. Jahrhundert bis 1993)“) im Fach Geschichtswissenschaft promoviert.
Papst Johannes Paul II. ernannte ihn am 20. Juni 1994 zum Bischof von Drohiczyn. Der Apostolische Nuntius in Polen, Erzbischof Józef Kowalczyk, spendete ihm am 10. Juli desselben Jahres in der Kathedrale Hl. Dreifaltigkeit in Drohiczyn die Bischofsweihe; Mitkonsekratoren waren Stanisław Szymecki, Erzbischof von Białystok, und Francesco Gioia OFMCap, Erzbischof von Camerino-San Severino Marche. Sein Wahlspruch Populus Tuus hereditas Tua („Dein Volk und Dein Erbe“) stammt aus 1 Kön 8,51 .
Unter der Leitung von Antoni Pacyfik Dydycz wurde die erste Diözesansynode des Bistums Drohiczyn abgehalten. Außerdem wurden auf seine Initiative hin das das St.-Antonius-Haus für Ruhestandsgeistliche und das Diözesanmuseum des Bistums Drohiczyn errichtet und das Gebäude des Priesterseminars in Drohiczyn erweitert. Zudem initiierte er die Gründung des Diözesanverbande der Katholischen Aktion, des Katholischen Jugendverbands und des Marienapostolats. Überdies war er an der Gründung der Wissenschaftlichen Gesellschaft Drohiczyn, einer Anti-Drogen-Initiative und eines ökumenischen Jugendzentrums beteiligt.
Antoni Pacyfik Dydycz ist Großoffizier des Ritterordens vom Heiligen Grab zu Jerusalem.
In der Polnischen Bischofskonferenz gehört Dydycz der Kommission für die Institute des geweihten Lebens und für die Gesellschaften apostolischen Lebens an. Zuvor fungierte er als Vorsitzender der Arbeitsgruppe für die Unterstützung der Kirche im Osten und als stellvertretender Vorsitzender der Kommission für die Institute des geweihten Lebens und für die Gesellschaften apostolischen Lebens sowie 14 Jahre als Vorsitzender der Kommission für das Nüchternheitsapostolat. Außerdem gehörte er der Arbeitsgruppe für die Beziehungen zur Litauischen Bischofskonferenz und der gemeinsamen Kommission der Bischöfe und höheren Ordensoberen an. Darüber hinaus koordinierte er im Auftrag der Bischofskonferenz die Vorbereitungen für den Beginn des Seligsprechungsprozesses der Märtyrer des Ostens.
Papst Franziskus nahm am 29. März 2014 das altersbedingte Rücktrittsgesuch von Antoni Pacyfik Dydycz an.